# Hidetaka Suehiro
Hidetaka Suehiro, noto anche con lo pseudonimo di Swery o Swery65 (末弘 秀孝?, Suehiro Hidetaka; Osaka, 14 aprile 1973), è un autore di videogiochi giapponese.
Noto per il suo stile creativo e eccentrico, ha raggiunto risonanza mediatica per aver creato videogiochi come Deadly Premonition e D4: Dark Dreams Don't Die. La sua carriera si è distinta per l’approccio innovativo alla narrazione, con trame complesse e surreali, e un mix di generi che sfidano le convenzioni del medium.
Ha lavorato dal 1996 per SNK prima di fondare nel 2002 la compagnia Access Games. Successivamente ha fondato un nuovo studio indipendente denominato White Owls.

## Biografia
Nato il 1° agosto 1970 in Giappone, fin da giovane ha mostrato interesse per l’arte e i videogiochi, unendo queste passioni per intraprendere una carriera nel mondo del game design. Ha studiato alla Tokyo University of the Arts, un percorso che lo ha aiutato a sviluppare una forte base artistica e narrativa.

### Carriera
Suehiro ha iniziato la sua carriera lavorando per diverse aziende di videogiochi lavorando su progetti di vario genere. Il suo primo grande progetto è stato Deadly Premonition, pubblicato nel 2010, dove ha guadagnato una significativa notorietà. Il gioco è diventato un cult per la sua trama surreale, la sua atmosfera inquietante e il suo stile di gioco open-world, nonostante le critiche iniziali per la qualità tecnica.
Suehiro ha adottato il soprannome “Swery65” come pseudonimo per il suo lavoro nel settore videoludico.
Uno dei suoi progetti più ambiziosi è D4: Dark Dreams Don't Die, un titolo interattivo che mescola elementi di investigazione e narrazione in un contesto bizzarro e surreale. Durante lo sviluppo di D4: Dark Dreams Don't Die ha dovuto interrompere il suo lavoro a causa di una ipoglicemia e ha in seguito abbandonato la società Access Games.
Nel 2012 Swery65 fonda la sua compagnia, White Owls Inc., con cui ha continuato a produrre giochi che fondono diversi generi, dall’avventura al thriller psicologico. 
Grande amico del collega Gōichi Suda, nel 2019 annunciano la collaborazione allo sviluppo di un nuovo videogioco, Hotel Barcelona, un horror d’azione sviluppato da White Owls Inc. e pubblicato da Playism. Il gioco si ispira ai film slasher e presenta una struttura roguelike, in stile 2.5D, in cui il protagonista affronta una serie di omicidi misteriosi all’interno di un inquietante hotel. L’uscita è prevista per il 2025 su PC, PlayStation 5 e Xbox Series X/S.

## Stile e Influenze
Lo stile di Swery65 è caratterizzato da trame complesse, personaggi eccentrici e un approccio unico alla narrazione. I suoi giochi sono spesso descritti come “strani” e “inquietanti”, ma con una forte componente emotiva e un senso di umorismo dark. Le sue opere sono influenzate dalla cultura popolare, dai film horror e dalle serie televisive, ma anche dalla sua passione per l’arte visiva.
Deadly Premonition (2010): Un survival horror open-world che racconta la storia di un agente dell’FBI mentre indaga su un omicidio in una piccola cittadina. Il gioco ha ricevuto recensioni contrastanti, ma è diventato un cult grazie alla sua trama intrigante e alla sua atmosfera unica.

D4: Dark Dreams Don’t Die (2014): Un’avventura investigativa con un mix di gameplay tradizionale e elementi di interazione touch-screen. La trama ruota attorno a un detective che cerca di risolvere un misterioso omicidio.

The Missing: J.J. Macfield and the Island of Memories (2018): Un platform con elementi di puzzle e narrativa emotiva, che esplora temi come la perdita, l’identità e l’autodeterminazione.

## Lavori principali
| Titolo                                                | Piattaforma                                                 | Sviluppatore    | Anno uscita | Ruolo                                          |
| ----------------------------------------------------- | ----------------------------------------------------------- | --------------- | ----------- | ---------------------------------------------- |
| Spy Fiction                                           | PlayStation 2                                               | Access Games    | 2004        | Writer/Director                                |
| Deadly Premonition                                    | Xbox 360, PlayStation 3, Nintendo Switch, Microsoft Windows | Access Games    | 2010        | Co-writer/Director                             |
| Lord of Arcana                                        | PSP                                                         | Access Games    | 2011        | Designer/Co-writer                             |
| Lord of Apocalypse                                    | PSP, PS Vita                                                | Access Games    | 2012        | Designer/Co-writer                             |
| D4: Dark Dreams Don't Die                             | Xbox One, Microsoft Windows                                 | Access Games    | 2014        | Writer/Director                                |
| The Missing: J.J. Macfield and the Island of Memories | PlayStation 4, Xbox One, Nintendo Switch, Microsoft Windows | White Owls Inc. | 2018        | Writer/Director                                |
| Deadly Premonition 2: A Blessing in Disguise          | Nintendo Switch                                             | White Owls Inc. | 2020        | Co-writer/Director                             |
| The Good Life                                         | PlayStation 4, Xbox One, Nintendo Switch, Microsoft Windows | White Owls Inc. | 2021        | Writer/Director                                |
| Hotel Barcelona                                       | PlayStation 5, Xbox Series X/S, Microsoft Windows           | White Owls Inc. | 2025        | Writer/Director. Idea originale di Gōichi Suda |